# Front Nacional d'Alliberament del Vietnam
El Front Nacional d'Alliberament del Vietnam (en vietnamita Mặt Trận Giải Phóng Miền Nam Việt Nam), també conegut com a FNA o Việt Cộng va ser una organització guerrillera vietnamita majoritàriament comunista, formada el 1960 per lluitar contra la dictadura de Ngo Dinh Diem. El FNA, també va ser conegut com a Viet-cong (Việt Cộng). En general, el terme servia per referir-se als insurgents armats i polítics dissidents que lluitaven contra la dictadura del Vietnam del Sud durant la Guerra del Vietnam. Aquest nom deriva de la contracció de la frase vietnamita Việt Nam Cộng Sản ("Comunista Vietnamita" en català).

## Antecedents
Després de l'Acord de Ginebra de 1954 uns 90.000 Viet Minh van ser evacuats al nord mentre que entre 5.000 i 10.000 quadres van romandre al Sud, la majoria amb ordres de tornar a centrar-se en l'activitat política i l'agitació.

## Història
El Comitè de Pau de Saigon-Cholon, el primer front del Front Nacional d'Alliberament del Vietnam, va ser fundat el 1954 per liderar als "reagrupats" voluntaris reassentats al nord després de l'Acord de Ginebra de 1954.
El Vietnam del Nord va donar suport al Pathet Lao en la lluita contra el Regne de Laos envaint el país el 1958 i el 1959, ocupant l'est del país per utilitzar-lo com a corredor de subministrament de la ruta Ho Chi Minh i com a zona de preparació per a les ofensives al Vietnam del Sud. La República Democràtica del Vietnam va donar als reagrupats entrenament militar i els va enviar de tornada al sud per la Ruta Ho Chi Minh a finals de la dècada de 1950 i principis de la dècada de 1960. El Việt Cộng demanava l'enderrocament de la dictadura sud-vietnamita que tenia el suport dels Estats Units, i el compliment dels acords de Ginebra que haurien hagut de portar a una reunificació democràtica amb Vietnam del Nord a través d'un referèndum que Ngo Dinh Diem va rebutjar al·legant un possible frau electoral.
Vietnam del Nord va establir el Front Nacional d'Alliberament del Vietnam el 20 de desembre de 1960 al poble de Tân Lập a la província de Tây Ninh per fomentar la insurrecció al sud.
El 1963 Diệm es va tornar cada cop més impopular a causa de la crisi budista i els generals de l'ARVN van decidir llançar un cop d'estat, en què el president Diem va morir, amb el suport de l'administració estatunidenca de John Fitzgerald Kennedy, amb el pretext que no li convenia donar suport a un general catòlic en un país amb una majoria religiosa budista si volia seguir disposant d'un règim titella que impedís l'alliberament complet del Vietnam. Escenes com la que donà la volta al món, del monjo budista Thích Quảng Đức assegut a un carrer i cobert per flames seguint el ritual bonzo, que protestava contra la guerra, marcaven les diferències religioses entre els dirigents i el seu poble. Diem, que es caracteritzà per una repressió brutal, era presentat per la propaganda com l'únic cap d'estat capaç de controlar la revolta popular i contenir el suport a les guerrilles. Diem va ser substituït per Dương Văn Minh, però els  generals en el poder plantejaren la possibilitat d'iniciar converses de pau amb el Front Nacional d'Alliberament i amb la RDV i els Estats Units van respondre donant suport a un nou cop d'estat que al 8 de febrer de 1964 posaria Nguyễn Khánh en lloc de Dương Văn Minh.
Al Vietnam del Nord la cancel·lació del referèndum no va constituir un escull insalvable. El seu president, Ho Chi Minh, Vo Nguyen Giap, ministre de defensa i el Politburó, van considerar la independència de França com un nou pas en la seva estratègia a llarg termini. Segons aquesta estratègia, la reunificació i alliberament del país seria el següent pas, fos per votació o per la lluita armada, si com succeí, s'impedia el referèndum d'unificació acordat a Ginebra.
Els combats per part dels guerrillers del FANV van començar aviat, amb el suport dels comunistes del nord en forma d'enviaments de munició, armament, menjar i d'altres estris per via marítima, mentre el règim sudvietnamita rebia abundant suport militar, armament, i ajuda econòmica dels EUA. També es realitzaren subministraments del nord a la guerrilla per terra, en el que posteriorment seria anomenada la Ruta Ho Chi Minh; però inicialment els homes del sud portaren la iniciativa ajudats per mar.
Amb el suport nord-vietnamita, a través de la Ruta Ho Chi Minh,el FANV va aconseguir mantenir una guerra de guerrilles durant més d'una dècada resistint la campanya de bombardejos més llarga de la història. Per assolir-ho van haver de recórrer a una estratègia militar única, entre les seves tàctiques destaca la presència d'una infinitat de trampes al camp de batalla. Es tractava d'una tàctica de guerrilles poc convencional, que per a molts historiadors és on radica la clau de l'èxit de la victòria nord-vietnamita.
Aquest sistema de trampes adoptat pel FNA tenia una conseqüència immediata en els soldats americans: la por. La inseguretat i desconeixement al no saber on eren les trampes ni quines eren aquestes constituïa un element essencial de la guerra psicològica que els membres del FNA van utilitzar per fer front a les tropes americanes. La por que generaven els soldats americans davant les trampes, no era tant pel seu grau de mortalitat, ja que en molts casos no resultaven fatals, sinó perquè provocaven la mutilació de membres, el que suposava un atac directe a la moral de les tropes americanes. Més d'un 10% dels soldats americans i uns 10.000 marines van ser amputats almenys d'un membre al llarg del conflicte. Les trampes es van convertir en un dels elements més temuts pels soldats americans, entre aquests, els mecanismes explosius fets amb granades eren un dels més perillosos, encara que existien de molts tipus.

L'ús de la jungla per part dels combatents del FNA com a camp de batalla, permetia camuflar les trampes evitant-ne la seva localització. Entre les més populars destaquen les fetes d'estaques de bambú (punji) que s'utilitzaven de maneres molt diferents, totes amb la finalitat de perforar l'enemic. En alguns casos aquestes trampes es recobrien d'excrements que per tal que en clavar-se generessin infeccions. Aquesta estratègia permetia, al FNA generar inseguretat en les rutes i camins garantint-ne el control. Tot i això, es tractava de trampes rudimentàries que en molts casos fallaven. A través d'aquestes táctiques guerilleres el FNA va convertir el conflicte en una guerra psicològica, on l'objectiu era ferir més que matar a l'adversari, ja que això implicava que els companys vindrien a auxiliar-lo, minvant les capacitats de les unitats de combat nord-americanes. 

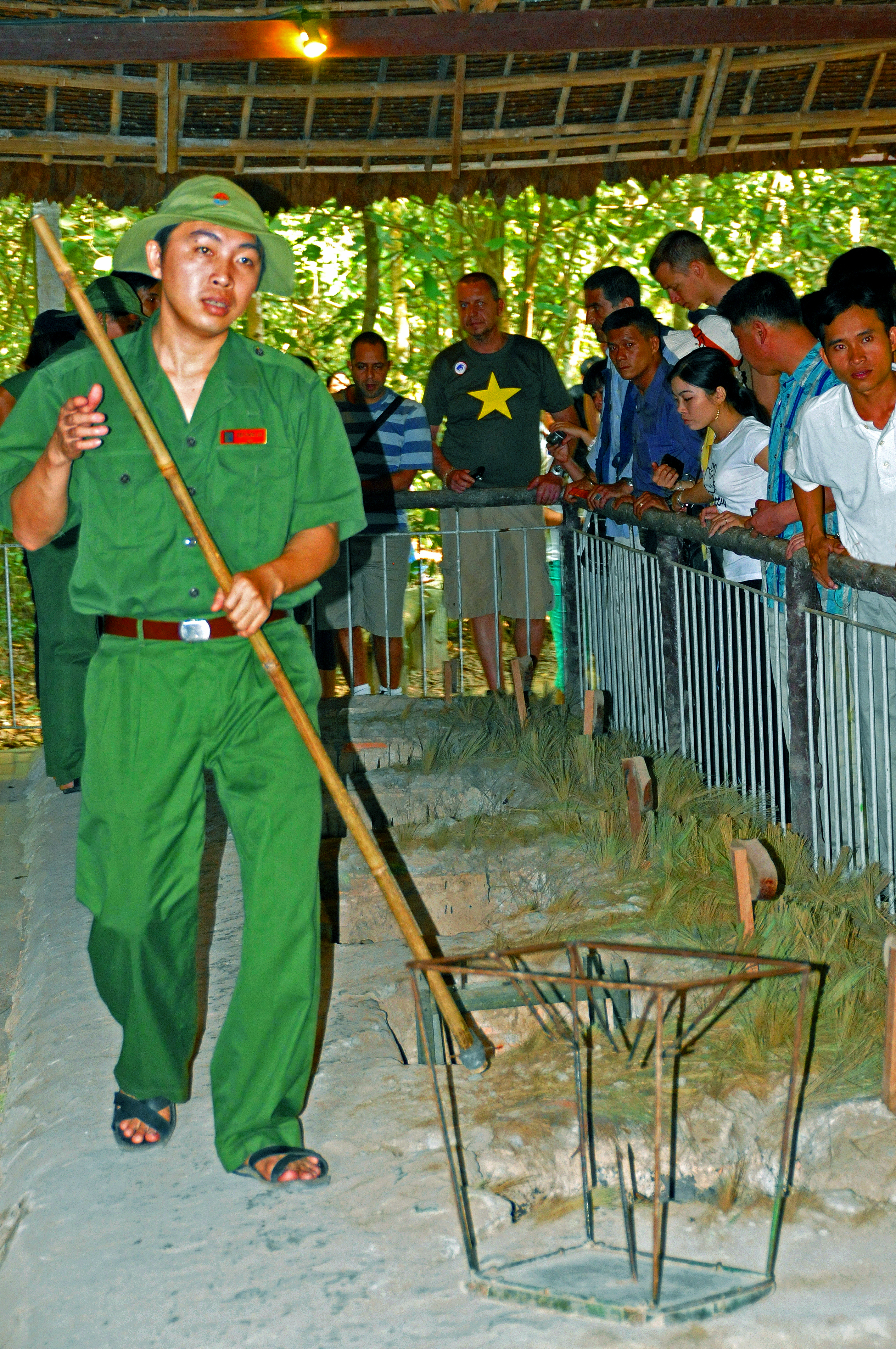
Demostració del funcionament d'una trampa utilitzada pel FNA

La selva es va convertir en l'arma més perillosa de la guerra, el FNA partia d'aquest avantatge; tenia coneixement del terreny i una millor adaptació a les condicions climàtiques, que incloïen: boira, humitat, altes temperatures així com una fauna perillosa, aquestes adversitats es van convertir un mal de cap per les tropes americanes. La jungla permetia als combatents del FNA atacar de manera segura als seus adversaris, i els protegia de ser atacats gràcies a l'enorme densitat forestal de la vegetació vietnamita. Els americans coneixedors de l'estratègia de "hit and run" de la que s'aprofitaven els combatents vietnamites van utilitzar armes químiques per desforestar la selva com el Napalm o l'agent taronja.
Per fer front a les armes químiques, el FNA va començar a refugirar-se al subsol vietnamita, que ràpidament es va convertir en una nova arma on s'hi van construir autèntics complexos subterranis. Aquests estaven formats per túnels que tenien menys d'un metre d'altura a través dels quals el FNA operava sense deixar rastre. Aquests van servir de refugi per més de 10.000 habitants i combatents. Les tropes americanes eren incapaces de seguir les pistes, caient sovint en emboscades en les quals no veien d'on venien els enemics.
La xarxa de túnels abraçava centenars de kilòmetres i enllaçava districtes sencers des de la frontera de Cambodja fins a Saigon. Els túnels servien com a rutes de comunicació i xarxa de subministraments o allotjament, també disposava de diferents instal·lacions: hospitals, cuina magatzems i arsenals d'armes que permetien fer vida sota el terra.
Les condicions de vida dins del túnel eren molt dures, l'aire era deficient i escàs de manera que dificultava respirar, el menjar es podria ràpidament i la calor era insuportable. La proliferació de malalties com la malària també afegia dificultats. Tot això, no va impedir que als túnels s'hi celebressin bodes, naixements o s'hi pronunciessin conferències. Encara que l'entrada dels túnels estava camuflada, els americans no van tardar a trobar-les i destruir-les tot i que això no resultava suficient, ja que existien diferents sortides. Per tal de fer front als túnels, l'exèrcit nord-americà va optar per especialitzar als soldats, a través de la creació d'un grup especial anomenat "tunnel rat", es tractava de soldats àgils i especialitzats per moure's per espais reduïts i resistir la foscor. Tot i la gran preparació que rebien, molts d'ells no podien aguantar les terribles condicions de vida subterrània.
Pel que fa a l'organització política i militar del FNA era complexa, existien un seguit de xarxes, comitès i organitzacions ben constituïdes i sobreposades. Els dos sectors eren independents entre si, encara que treballaven i col·laboraven plegats les seves operacions i organitzacions eren gestionats de manera autònoma de forma que cada una procurava i proveïa els serveis que necessitava.
La força militar del FNA es dividia en tres categories, una principal de cáracter nacional, una regional i una local. De la primera hi formaven part soldats ben preparats, armats i entrenats. Quan es produïen baixes eren reemplaçades per soldats regionals, soldats preparats i instruïts, però destinats a les regions, la pèrdua dels combatents regionals era substituïda per les forces locals, les quals eren nuclis d'homes que alternaven les seves activitats laborals amb altres de militars. Les funcions bàsiques del sector militar eren la subversió i el terror, amb l'objectiu de crear un ambient en què es pogués mantenir el control dels comunistes sobre els civils. A partir d'aquí les seves funcions eren informació, aliments, reclutament i subvencions pel sector militar. La branca política operava entre les persones de les aldees sota cèl·lules comunistes, ambdues branques actuaven sota un control jeràrquic que va pujant de l'aldea al districte, cap a la província fins a arribar als nivells regionals. Aquesta organització estava sotmesa al comandament general de l'Oficina Central pel Vietnam del Sud. Les àrees sota el seu control del FNA incorporava també molts civils, inclosos caps rurals, oficinistes o professors escolars. Molts consideren poc representatiu el terme Viet-cong, atès que també formaven part del FNA molts grups no comunistes, tot i que l'ús d'aquest terme va proliferar als Estats Units i a Europa arran de la guerra, més que no pas el terme més exacte de FNA.
Els comitès revolucionaris locals s'encarregaven de gestionar les àrees controlades pel FNA entre les seves funcions administraven els assumptes civils, com la distribució de la terra, la justícia i la recaptació d'impostos. Els comitès tenien un paper important en el suport de la insurgència i en la mobilització de la població local.Aquesta estratègia que combina les accions militars amb polítiques revolucionàries va ser obra de Nguyễn Thị Định, comandant de la FNA. L'ofensiva que va liderar a la província de Bến Tre l'any 1960 va servir com a paradigma per adoptar aquesta estratègia en totes les forces d'alliberació del sud.
Nguyễn Thị Định, en aquell moment segona al càrrec de les forces amades del Sud de Vietnam, es convertiria en General. Nguyễn Thị Định no va ser l' única dona en ostentar un càrrec important, ja que les dones van tenir un paper rellevant dins del FNA així com en la lluita per la independència de Vietnam. Entre aquestes destaca un grup d'aldeanes que lideraven guerrilles a les zones rurals amb armes artesanals, anomenades "Long Hair Army", que incloïen oficials de les forces armades, dones de negocis, acadèmiques o estudiants que volien contribuir a la lluita per alliberar el país. Aquesta unitat va operar a Bến Tre entre 1964 i 1974, acomplint de manera excel·lent diferents tasques i guanyant la majoria de les batalles en territori enemic. Les dones van tenir un paper actiu dins la Guerra del Vietnam contribuint de manera significativa a la seva victòria. Una de les pràctiques més comunes era disfressar-se de venedores de carrer (treball àmpliament estès per Vietnam), de manera que quan l'objectiu s'apropava utilitzaven un pal que portaven amb una punta afilada per matar-lo.
La proliferació de dones a l'exèrcit va sorgir com a resposta a l'enviament massiu de tropes americanes l'any 1965. Aquestes dones treballaven a temps complet com a forces armades, les quals ocupaven posicions de lideratge. Aproximadament un 40% dels comandants de regiment del FNA eren dones, una xifra molt alta a la dècada dels seixanta.Es tractava d'allistaments voluntaris, no percebien salari, de manera que quan no combatien treballaven al camp, a la construcció o administrant serveis de salut a la població.
Destaca l'ofensiva del Tet de l'any 1968, quan el FNA va dur terme un atac per tal d'ocupar l'ambaixada americana de Saigon. Aquest atac, que incloia un escamot de dones, va resultar ser un fracàs i la seva líder, Le Thi Rieng, va ser assassinada pocs dies després.

### Govern provisional
El 1969, el FNA va crear un govern provisional que va fer seu el poder entre el final de la guerra i la proclamació del Vietnam unificat l'any 1976.

### El final de la guerra
El final de la guerra (que s'havia estès a altres països com Cambodja) va tenir lloc el 30 d'abril de 1975 quan les tropes del Front Nacional d'Alliberament del Vietnam van entrar a Saigon,, la capital sud-vietnamita i van ocupar l'ambaixada nord-americana. El 1976 es va produir la reunificació del Vietnam sota un règim comunista.
El moviment vietnamita va ser el primer a infligir una derrota militar total a l'exèrcit dels Estats Units, fet que va crear un trauma col·lectiu en molts sectors d'aquest darrer país, que va perdurar durant anys.